# 福岡県立輝翔館中等教育学校
福岡県立輝翔館中等教育学校（ふくおかけんりつ きしょうかんちゅうとうきょういくがっこう）は、福岡県八女市黒木町桑原にある公立中等教育学校。
前身となる黒木高等学校の閉校決定に伴い、同地に県内唯一の中高一貫校として開校した。
校地や施設が引き継がれたほか、黒木高等学校の校歌が現在の輝翔館中等教育学校の体育大会の応援歌として使用されている。

## 沿革
- 2004年 - 開校。

## 校歌
- 「福岡県立輝翔館中等教育学校校歌」
  - 作詞: 黒木瞳[1]
  - 作曲: ビリー山口

## 著名な出身者
- 中野由希 - バスケットボール選手
- 鍋島秀源 - ラグビー選手

## 交通
- 堀川バス黒木バス停より徒歩3分
- 学校PTA運営のスクールバスも有り